# Pseudokatianna fasciata
Pseudokatianna fasciata är en urinsektsart som först beskrevs av John Tenison Salmon 1944.  Pseudokatianna fasciata ingår i släktet Pseudokatianna och familjen Katiannidae. Inga underarter finns listade i Catalogue of Life.